# Jacques Mairesse (football)
Pour les articles homonymes, voir Jacques Mairesse et Mairesse.
Jacques Désiré Mairesse, né le 27 février 1905 à Paris et mort le 15 juin 1940 à Véron, est un footballeur français des années 1930, père de Jacques Mairesse, économiste français. Avec l'équipe de France, il participa à la Coupe du monde 1934. 

## Biographie
En tant que défenseur, Jacques Mairesse est international français à six reprises (1927-1934) pour aucun but marqué. Sa première sélection est contre le Portugal, qui se solde par une défaite (0-4). Il est une seule fois capitaine de l'équipe de France, contre la Roumanie, le 12 juin 1932. Il est l'un des huit joueurs lors du match Pays-Bas-France (4-5), à jouer alors en division 2 française.
Il participe à la Coupe du monde de football de 1934. Il est titulaire contre l'Autriche, mais il perd ce match (2-3 après prolongation). La France est éliminée au premier tour et cela constitue sa dernière sélection.
Il joue dans quatre clubs français : le FC Sète, le Red Star, avec qui il est champion de France de D2 en 1934, l'AS Lyon Villeurbanne, club de division 2 et le RC Strasbourg où il ne joue pas en équipe première.
Il est en 1936 le secrétaire général puis premier président du premier syndicat des joueurs professionnels. Ce syndicat arrête ses activités au début de la Seconde Guerre mondiale.
Mobilisé en 1940, il est fait prisonnier. Il tente de se rebeller contre ses gardiens mais il tombe criblé de balles, à Véron près de Sens, le 15 juin 1940. Il est inhumé au cimetière de Véron.

## Clubs
- 19..-1932 :  FC Sète
- 1932-1935 :  Red Star
- 1935-1936 :  AS Lyon Villeurbanne
- 1936-1940 :  RC Strasbourg

## Palmarès
- Championnat de France de football D2
  - Champion en 1934